# جيمز ولفيتت
جيمز ولفيتت (بالإنجليزية: Jaimz Woolvett)‏ (و. 1967  م) هو ممثل أفلام كندي، ولد في هاميلتون.
.

## وصلات خارجية
- جيمز ولفيتت على موقع IMDb (الإنجليزية)
- جيمز ولفيتت على موقع أول موفي (الإنجليزية)
- جيمز ولفيتت على موقع قاعدة بيانات الفيلم (الإنجليزية)